# Данци
Данци (дан. danskere) су северно-германски народ, претежно настањен у Данској. Дански народ је израз који се обично везује за национализам 19. века, иако је већ Сахо називао Данце етничком групом. Израз Данци се треба схватити више као сопствено схватање, него као законски донесеном одлуком, и у историјском контексту се углавном спомиње у дебати о статусу покрајина Шлезија и Холштајн, у односу према данској држави.
„Дански народ” се не може заменити са законско-националним изразом „Дански грађани“.
Дански народ укључује све особе које остали чланови прихватају као део групе. Ипак, Грундвиг је сматрао да свако сам може да одлучи да ли жели да буде Данац. Овај израз практично обухвата Данце и у Данској и у јужној Шлезији. Међутим, израз не подразумева становнике Фарских острва и Гренланда.

## Данци у Данској
Скоро пет милиона етничких Данаца данас живи у Данској. Данци су Скандинавијски народ, који потиче од Нордијаца, односно Викинга, као и Норвежани, Швеђани, Фарани и Исланђани. Већина Данаца данас живи високим стандардом живота.

## Данци у свету
Мањина од око 50.000 Данаца живи у јужном Шлезвигу, на Немачкој територији која је некада припадала Данској краљевини. Данас Данци чине 10% становништва у јужном Шлезвигу. Ова група Данаца се понекад назива de danske syd for grænsen, што у буквалном преводу значи „Данци јужно од границе“.
Сматра се да у Сједињеним Америчким Државама живи 1.430.897 Данаца и њихових потомака. На Гренланду живи 6.500, а у Канади 170.780 Данаца.